# A Traitor Like Judas
A Traitor Like Judas war eine Metalcore-Band aus Braunschweig.

## Geschichte
A Traitor Like Judas gründeten sich im Jahr 2000, nachdem sich die Bands Mingle und In Memory Of auflösten, unter dem Namen Parker Frisbee. Die Gruppe bestand anfangs aus Jan Knackstedt (Bass), Dennis Thiele (Gitarre), Phillip Resslhuber (Schlagzeug) und Björn Decker (Gesang). Im Dezember des Gründungsjahres änderte die Gruppe ihren Namen schließlich zu A Traitor Like Judas.
Bereits ein Jahr später spielt die Gruppe ihre erste Europatour als Vorband von Narziss ohne einen Plattenvertrag, noch eine CD produziert zu haben. Durch den wachsenden Erfolg der Band erhielten sie ein Vertragsangebot von Erdkampf Records. Über diesem Label erschien die EP Poems for a Dead Man. Die Gruppe tourte erneut durch Europa, dieses Mal mit Muad'Dib. In Braunschweig zurückgekehrt nimmt die Gruppe mit Christoph Schönbach einen zweiten Gitarristen in die Band auf. Auch wechselte die Gruppe zu Winter Recordings worüber das Debütalbum Too Desperate to Breathe In erschien.
Die Band plante die Veröffentlichung einer Split-CD mit der Gruppe Fall of a Season. Dieses Vorhaben scheiterte, da sich das Label aufgelöst hatte. Die Gruppe unterschreibt bei Let It Burn Records und veröffentlichten eine Split-CD mit der Band Under Siege aus Hannover. Im Oktober erschien die Split-CD unter dem Titel Ten Angry Men. Die Gruppe tourte mit Burning Skies durch das Vereinigte Königreich. Es folgten Konzerte mit Heaven Shall Burn, Caliban, Walls of Jericho und As I Lay Dying.
Unter Goodlife Records, zu dem die Gruppe inzwischen gewechselt ist, arbeitete die Gruppe an dem zweiten Album Nightmare Inc. Da Goodlife kein großes Label war beschloss die Gruppe bei Dockyard 1 zu unterschreiben worüber das Album Ende November 2005 erschien. 2006 verließ Sänger Björn Decker aus gesundheitlichen Gründen die Gruppe und wurde durch Jasper Older ersetzt. Da das ständige Touren immer zeitaufwendiger wurde, gab es in den folgenden Jahren verschiedene Besetzungswechsel. Dennis Thiele verließ kurz nach den Aufnahmen zum Album Endtimes als letztes Gründungsmitglied die Band, unterstützt sie aber als Ersatz bei Livekonzerten noch immer. Am 24. September 2010 erschien mit Endtimes das dritte Studioalbum der Band. 2011 erschien mit Lifetimes eine zweite Split-CD, diesmal mit Maintain.

Logo von Guerilla Heart

2010 und 2011 spielte die Gruppe außerdem über 100 Konzerte und tourte unter anderem mit bekannteren Bands aus Amerika wie Sworn Enemy und All Shall Perish. Zudem unterstützte die Gruppe aus Braunschweig auf einer weiteren Europatournee die international bekannten Sepultura aus Brasilien auf einigen Konzerten. Im Februar 2013 gab die Band bekannt, im deutschen Kohlekeller Studio mit Kristian Kohlmannslehner ein neues Album produziert sowie bei Redfield Records einen neuen Vertrag unterschrieben zu haben. Zwischen dem 15. März und dem 1. April 2013 tourte die Gruppe mit Nasty, CDC, Warhound und The Green River Burial als Support auf der „Taste of Anarchy Tour“ durch Deutschland, Belgien und den Niederlanden.
Es wurde bekannt, dass das neue Album Guerilla Heart heißen und voraussichtlich am 23. August 2013 veröffentlicht wird. Am 20. Mai 2013 erschien die erste Single What Counts als Musikvideo auf YouTube.
Am 21. Januar 2018 gab die Band bekannt, sich nach einigen Festivalauftritten und einer ausgedehnten Clubtour, am Ende des Jahres aufzulösen. Die letzten Konzerte fanden am 14. und 15. Dezember 2018 im B58 in Braunschweig statt.

## Diskografie

### Split-CDs
- 2004: Ten Angry Men (Let It Burn Records; mit Under Siege)
- 2011: Lifetimes (Swell Creek Records, Soulfood Distribution; mit Maintain)

### EPs
- 2002: Poems for a Dead Man (Erdkampf Records)

### Alben
- 2003: ...Too Desperate to Breathe In... (Winter Recordings)
- 2006: Nightmare Inc. (Goodlife Records, Dockyard 1)
- 2010: Endtimes (Swell Creek Records, Soulfood)
- 2013: Guerilla Heart (Redfield Records)

### Singles
- 2018: Darkest Hour (Redfield Records)